# Wormbridge
Wormbridge är en by i civil parish Kilpeck, i Storbritannien. Den låg i grevskapet Herefordshire och riksdelen England, i den södra delen av landet, 190 km väster om huvudstaden London. Wormbridge var en civil parish fram till 1 april 2019 när blev den en del av Kilpeck. Civil parish hade 59 invånare år 2001.